# Craig Casey
Pour les articles homonymes, voir Casey.

a Compétitions nationales et continentales officielles uniquement.

b Matchs officiels uniquement.
Dernière mise à jour le 13 avril 2023.
Craig Casey, né le 19 avril 1999 à Limerick, en Irlande, est un joueur international irlandais de rugby à XV, jouant au poste de demi de mêlée avec le Munster depuis 2019 et en équipe d'Irlande depuis 2021.
Avec son pays, il remporte le Tournoi des Six Nations en 2023 en réalisant le Grand Chelem. Avec sa province, il remporte le United Rugby Championship en 2023.

## Biographie

### Jeunesse et formation
Né à Limerick, en Irlande, Craig Casey est le capitaine d'Ardscoil Rís (en) jusqu'en demi-finale de la Munster Schools Rugby Senior Cup en 2017, et ses performances lui valent d'être nommé dans le meilleur XV des écoles de Munster en 2017, ainsi que de représenter le Munster et l'Irlande au niveau des moins de 18 ans.
Il est le neveu de Mossy Lawler (en), joueur du Munster entre 2001 et 2008.

### Carrière avec le Munster
Craig Casey rejoint l'académie du Munster avant le début de la saison 2017-2018. Il fait ses débuts avec la province le 27 avril 2019 lors de la 21e journée du Pro14, contre le Connacht (victoire 27 à 14). Pour cette rencontre, il est appelé tardivement sur le banc du Munster après que le demi de mêlée titulaire, Conor Murray, ait déclaré forfait pendant l'échauffement et que Neil Cronin (en) ait été promu dans le XV de départ. Il a rejoint l'équipe senior de la province avant la saison 2019-2020 avec un contrat de développement, avant d'évoluer vers un contrat complet avant la saison 2020-2021. 
Il joue ensuite son premier match européen la saison suivante, le 12 janvier 2020 sur la pelouse du Racing 92, lors de la 5e journée de la Champions Cup. Une semaine plus tard, le demi de mêlée inscrit son premier essai pour le Munster, lors de sa victoire 33 à 6 sur les Gallois des Ospreys.
Durant la saison 2020-2021, Craig Casey joue 19 matchs toutes compétition confondues, inscrivant quatre essais et sa province atteint la finale du Pro14 où elle affronte le Leinster. Il entre en jeu à la place de Conor Murray à 11 minutes de la fin de cette rencontre perdue 16 à 6,. À l'issue de cette saison, il prolonge son contrat avec le Munster de deux ans. Ses bonnes performances lui permettent aussi de remporter le titre de Jeune joueur de l'année de son équipe.
La saison suivante, en 2021-2022, il est nommé dans l'équipe type du United Rugby Championship à la suite de ses performances avec le Munster au cours de cette saison.
En début de saison 2022-2023, Casey prolonge contrat de trois ans avec le Munster en septembre 2022. Quelques jours plus tard, il joue son 50e match pour la province lorsqu'il joue lors de la victoire 21-5 à domicile contre l'équipe italienne des Zebre Parma à l'occasion de la troisième journée du United Rugby Championship, le 1er octobre 2022. Cette saison, sa province atteint la finale du United Rugby Championship après avoir battu le Leinster en demi-finale. En finale, les Irlandais affrontent les Sud-Africains des Stormers, et Craig Casey entre en jeu en seconde période à la place de Conor Murray. Le Munster s'impose 19 à 14 et remporte cette compétition pour la première fois depuis 2011,.

### Carrière internationale

#### Équipe d'Irlande des moins de 20 ans
Casey était en lice pour être sélectionné en équipe d'Irlande des moins de 20 ans en 2018, mais une série de blessures l'en a écarté. Ayant surmonté ses problèmes de blessures, Casey est nommé vice-capitaine de l'équipe des moins de 20 ans pour le Tournoi des Six Nations des moins de 20 ans 2019, et fait trois apparitions, marquant deux essais au cours du tournoi, qui voit l'Irlande remporter le Grand Chelem pour la première fois depuis 2007. Il a été retenu comme vice-capitaine de l'équipe des moins de 20 ans pour le Championnat du monde junior 2019.

#### Équipe d'Irlande
Lorsque le sélectionneur Andy Farrell annonce l'effectif de l'Irlande pour les deux dernières rencontres du Tournoi des Six Nations 2020 en octobre, retardé en raison de la pandémie de Covid-19, Craig Casey est l'un des six joueurs qui, bien que n'étant pas appelés dans l'équipe, s'entraînent avec elle. Il est ensuite appelé pour la première fois en équipe nationale en janvier 2021, pour le Tournoi des Six Nations 2021. Il connaît sa première cape le 27 février 2021,  lors de la troisième journée du tournoi, contre l'Italie, lorsqu'il remplace Jamison Gibson-Park à la 63e minute. L'Irlande s'impose à l'extérieur 48-10. Il est titularisé pour la première fois avec l'Irlande lors d'un test international contre les États-Unis le 10 juillet 2021, que les Irlandais remportent 71-10,. Il entre également en jeu lors d'une victoire 53-7 contre l'Argentine à l'occasion du dernier match de la tournée d'automne irlandaise, le 21 novembre. 
Puis, Casey ne joue qu'une seule fois durant le Tournoi des Six Nations 2022, lors de la victoire 57-6 contre l'Italie le 27 février. L'Irlande remporte la Triple couronne après avoir battu l'Écosse 26 à 5 lors de la dernière journée du tournoi. Il est ensuite convoqué pour la tournée d'été 2022 en Nouvelle-Zélande, durant laquelle il joue deux match non-officiels contre les Māori All Blacks (défaite 32-17 puis victoire 30-24),. Quelques mois plus tard, Il est capitaine de l'Irlande A lors d'une défaite 47-19 contre les All Blacks XV (en) en novembre 2022.
Début janvier 2023, il est convoqué par Andy Farrell pour disputer le Tournoi des Six Nations 2023. Après le forfait de Gibson-Park sur blessure avant le début du tournoi, Casey est promu sur le banc des remplaçants pour le premier match de l'Irlande, contre le Pays de Galles et entre en jeu en seconde période à la place de Conor Murray. De même la journée suivante, puis il est titularisé pour la troisième journée contre l'Italie. Il joue au total trois matchs dans cette compétition que son pays remporte en réalisant le Grand Chelem.
Fin mai 2023, il est présélectionné dans un groupe de 42 joueurs pour préparer la Coupe du monde 2023 avec son pays,.
En janvier 2024, il est sélectionné pour le Tournoi des Six Nations.

## Statistiques

### En province
| Saison        | Club          | Championnat               | Championnat | Championnat | Coupe d'Europe | Coupe d'Europe | Coupe d'Europe |
| Saison        | Club          | Compétition               | Matchs      | Essais      | Compétition    | Matchs         | Essais         |
| ------------- | ------------- | ------------------------- | ----------- | ----------- | -------------- | -------------- | -------------- |
| 2018-2019     | Munster       | Pro14                     | 1           | -           | Coupe d'Europe | -              | -              |
| 2019-2020     | Munster       | Pro14                     | 7           | -           | Coupe d'Europe | 2              | 1              |
| 2020-2021     | Munster       | Pro14                     | 12          | 2           | Coupe d'Europe | 3              | -              |
| 2020-2021     | Munster       | Pro14 Rainbow Cup         | 4           | 2           | Coupe d'Europe | 3              | -              |
| 2021-2022     | Munster       | United Rugby Championship | 13          | 7           | Coupe d'Europe | 6              | -              |
| 2022-2023     | Munster       | United Rugby Championship | 13          | 2           | Coupe d'Europe | 5              | -              |
| Total Munster | Total Munster | Total Munster             | 50          | 13          | Coupe d'Europe | 16             | 1              |

### Internationales

#### Équipe d'Irlande des moins de 20 ans
Craig Casey a disputé sept matchs avec l'équipe d'Irlande des moins de 20 ans en une saison, prenant part à une édition du Tournoi des Six Nations des moins de 20 ans en 2019 et à une édition du Championnat du monde junior en 2019. Il a inscrit trois essais, soit quinze points.

#### Équipe d'Irlande
Au 13 décembre 2024, Craig Casey compte 17 sélections avec l'Irlande mais a  marqué 1 essai et 1 transformation . Il a pris part à trois éditions du Tournoi des Six Nations en 2021, 2022 et 2023.
| Année | Compétition | Matchs | Points | Essais |
| ----- | ----------- | ------ | ------ | ------ |
| 2021  | Six Nations | 1      | -      | -      |
| 2021  | Test matchs | 3      | -      | -      |
| 2022  | Six Nations | 1      | -      | -      |
| 2022  | Test matchs | 2      | -      | -      |
| 2023  | Six Nations | 3      | -      | -      |
| Total | Total       | 10     | 0      | 0      |

## Palmarès

### En province
- Munster
  - Finaliste du Pro14 en 2021
  - Vainqueur du United Rugby Championship en 2023

### En équipe nationale
- Irlande -20
  - Vainqueur du Tournoi des Six Nations des moins de 20 ans en 2019 (Grand Chelem)
- Irlande
  - Vainqueur du Tournoi des Six Nations en 2023 (Grand Chelem) et 2024

### Distinctions personnelles
- Membre de l'équipe type du United Rugby Championship en 2022 et 2025.